# Morena terminal
Uma morena terminal (também morena frontal) é uma morena que materializa o término de um glaciar, marcando o ponto de máximo avanço deste.